# Archiwum Filozofii Prawa i Filozofii Społecznej
Archiwum Filozofii Prawa i Filozofii Społecznej (Journal of the Polish Section of IVR) – czasopismo naukowe poświęcone teorii i filozofii prawa, filozofii społecznej, filozofii politycznej oraz socjologii prawa, kwartalnik, wydawane w otwartym dostępie przez Stowarzyszenie Filozofii Prawa i Filozofii Społecznej – Sekcję Polską IVR we współpracy z Wolters Kluwer Polska

## Zespół Redakcyjny
- Prof. dr hab. Marek Zirk-Sadowski (Uniwersytet Łódzki) – Redaktor Naczelny[3]
- Dr Paweł Skuczyński (Uniwersytet Warszawski) – Zastępca Redaktora Naczelnego[3]
- Dr Michał Krotoszyński (Uniwersytet im. Adama Mickiewicza w Poznaniu) – Sekretarz Redakcji[3]

## Międzynarodowa Rada Programowa
- Prof. Ana Dimishkovska (Uniwersytet Cyryla i Metodego w Skopje, Macedonia)[3]
- Prof. Martin Krygier (Uniwersytet Nowej Południowej Walii w Sydney, Australia)[3]
- Prof. Stefan Larsson (Uniwersytet w Lund, Szwecja)[3]
- Prof. Jose M.A. Linhares (Uniwersytet w Coimbrze, Portugalia)[3]
- Prof. Georg Lohmann (Uniwersytet w Magdeburgu, Niemcy)[3]
- Prof. Martin Skop (Uniwersytet Masaryka w Brnie, Czechy)[3]
- Prof. Gülriz Uygur (Uniwersytet w Ankarze, Turcja)[3]
- Prof. Antal Visegrady (Uniwersytet w Pecs, Węgry)[3]

## Polska Rada Programowa
- Prof. dr hab. Tomasz Gizbert-Studnicki (Uniwersytet Jagielloński) – Przewodniczący Rady Programowej[3]
- Prof. dr hab. Andrzej Bator (Uniwersytet Wrocławski)[3]
- Prof. dr hab. Tadeusz Biernat (Krakowska Akademia im. Andrzeja Frycza Modrzewskiego)[3]
- Prof. dr hab. Tadeusz Buksiński (Uniwersytet im. Adama Mickiewicza w Poznaniu)[3]
- Prof. dr hab. Przemysław Dąbrowski (Uniwersytet Warmińsko-Mazurski w Olsztynie)[3]
- Prof. dr hab. Hubert Izdebski (Uniwersytet SWPS w Warszawie)[3]
- Prof. dr hab. Adam Jamróz (Uniwersytet w Białymstoku)[3]
- Prof. dr hab. Andrzej Kaniowski (Uniwersytet Łódzki)[3]
- Prof. dr hab. Stanisław Kaźmierczyk (Uniwersytet Wrocławski)[3]
- Prof. dr hab. Małgorzata Król (Uniwersytet Łódzki)[3]
- Prof. dr hab. Leszek Leszczyński (Uniwersytet Marii Curie-Skłodowskiej w Lublinie)[3]
- Prof. dr hab. Marek Smolak (Uniwersytet im. Adama Mickiewicza w Poznaniu)[3]
- Prof. dr hab. Tomasz Stawecki (Uniwersytet Warszawski)[3]
- Prof. dr hab. Jerzy Stelmach (Uniwersytet Jagielloński)[3]
- Prof. dr hab. Andrzej Sylwestrzak (Elbląska Uczelnia Humanistyczno-Ekonomiczna)[3]
- Prof. dr hab. Zygmunt Tobor (Uniwersytet Śląski w Katowicach)[3]
- Prof. dr hab. Sławomira Wronkowska (Uniwersytet im. Adama Mickiewicza w Poznaniu)[3]
- Prof. dr hab. Jerzy Zajadło (Uniwersytet Gdański)[3]

## Punktacja
40 pkt – komunikat Ministra Nauki i Szkolnictwa Wyższego z dnia 31 lipca 2019 r. w sprawie wykazu czasopism naukowych i recenzowanych materiałów z konferencji międzynarodowych wraz z przypisaną liczbą punktów

## Indeksowanie w bazach danych
- ICI Journals Master List[2][4]

## Otwarty dostęp
- Archiwum[2]
- Central and Eastern European Online Library[2]
- Central European Journal of Social Sciences and Humanities[2][5]